# Exostyles glabra
Exostyles glabra är en ärtväxtart som beskrevs av Julius Rudolph Theodor Vogel. Exostyles glabra ingår i släktet Exostyles och familjen ärtväxter. Inga underarter finns listade i Catalogue of Life.